# An Unfinished Life
An Unfinished Life (bra: Um Lugar para Recomeçar; prt: Uma Vida Inacabada) é um filme estadunidense de 2005, do gênero drama, dirigido por Lasse Hallström e baseado no romance de Mark Spragg de mesmo nome. O filme é estrelado por Robert Redford, Jennifer Lopez e Morgan Freeman.

## Sinopse
É a história de um rancheiro de Wyoming (Redford) que deve reconciliar seu relacionamento com sua nora (Lopez) e sua neta antes desconhecida para ele, depois que eles aparecem inesperadamente em seu rancho e pedem para ficar com ele e seu melhor amigo e vizinho deficiente (Freeman).

## Elenco
- Robert Redford ..... Einar Gilkyson
- Morgan Freeman ..... Mitch Bradley
- Jennifer Lopez ..... Jean Gilkyson
- Josh Lucas ..... xerife Crane Curtis
- Damian Lewis ..... Gary Watson
- Camryn Manheim ..... Nina

## Produção
Enquanto se passa no Wyoming, An Unfinished Life foi filmado nas cidades canadenses de Ashcroft, Savona e Kamloops, Colúmbia Britânica.

## Lançamento

### Recepção critica
As críticas ao filme foram mistas. O filme tem 52% de aprovação no site Rotten Tomatoes, baseado em 142 resenhas com uma avaliação média de 5.80 em 10. O consenso crítico do site diz: "Uma história de parentes desarticulados que desejam verdadeira profundidade emocional, An Unfinished Life oscila entre sentimentos abertamente melosos e momentos de verdadeira intimidade."

### Bilheteria
An Unfinished Life não abriu bem; estreou em #16 em seu fim de semana de lançamento de lançamento limitado com $1.008.308. Em seu segundo fim de semana, com um lançamento mais amplo, o filme estreou em #11 com $2.052.066. Apesar de seu orçamento de $30 milhões, o filme arrecadou apenas $18.618.284 em todo o mundo na época de seu fechamento.

### Prêmios
O filme ganhou o prêmio de melhor maquiagem da Canadian Network of Makeup Artists (Jayne Dancose), e ganhou o Prêmio Genesis de melhor longa de 2005.